# Liste der Naturdenkmale in Aach (Hegau)
| Naturdenkmale | Anzahl |
| ------------- | ------ |
| FND           | 5      |
| END           | 0      |
| Gesamt        | 5      |

Die Liste der Naturdenkmale in Aach nennt die verordneten Naturdenkmale (ND) der im baden-württembergischen Landkreis Konstanz liegenden Stadt Aach. In Aach gibt es insgesamt fünf als Naturdenkmal geschützte Objekte, alle sind flächenhafte Naturdenkmale (FND), keines ist ein Einzelgebilde-Naturdenkmal (END).
Stand: 31. Oktober 2016.

## Flächenhafte Naturdenkmale (FND)
| Name                     | Bild | Kennung     | Einzelheiten | Position | Fläche Hektar | Datum         |
| ------------------------ | ---- | ----------- | ------------ | -------- | ------------- | ------------- |
| Aach-Quelle              |      | 83350010001 | Aach         | ⊙        | 1,5           | 21. Okt. 1939 |
| Au                       | BW   | 83350010005 | Aach         | ⊙        | 2,8           | 14. Feb. 1990 |
| Erdsenkung               | BW   | 83350010002 | Aach         | ⊙        | 3,0           | 21. Okt. 1939 |
| Grauer Stein             | BW   | 83350010003 | Aach         | ⊙        | 0,1           | 21. Okt. 1939 |
| Umgebung Ruine Aach      | BW   | 83350010004 | Aach         | ⊙        | 0,1           | 25. Apr. 1941 |
| Legende für Naturdenkmal |      |             |              |          |               |               |